# IC 1599
IC 1599 — галактика типу Sc (компактна спіральна галактика) у сузір'ї Кит.
Цей об'єкт міститься в оригінальній редакції індексного каталогу.